# 1091
سنة 1091 كانت سنة بسيطة تبدأ يوم الأربعاء (الرابط يظهر نموذج التقويم الكامل للسنة) من التقويم اليولياني.

## مواليد
- برنارد من كليرفو

## وفيات
- أبو عبد الله الكاشغري.
- أرتق بن أكسب.
- الفتح بن المعتمد.
- المعتصم بن صمادح.
- جوردان الأول من كابوا.
- ششنند.
- ولادة بنت المستكفي.